# Bois-de-Gand
Bois-de-Gand – miejscowość i gmina we Francji, w regionie Burgundia-Franche-Comté, w departamencie Jura.
Według danych na rok 1990 gminę zamieszkiwało 51 osób, a gęstość zaludnienia wynosiła 16 osób/km² (wśród 1786 gmin Franche-Comté Bois-de-Gand plasuje się na 692. miejscu pod względem liczby ludności, natomiast pod względem powierzchni na miejscu 948.).